# Felix E. Feist
Felix Ellison Feist (New York, 28 febbraio 1910 – Encino, 2 settembre 1965) è stato un regista statunitense, attivo sia per il cinema che per la televisione.

## Filmografia parziale

### Cinema
- La distruzione del mondo (Deluge) (1933)
- Every Sunday (1936)
- Prophet Without Honor (1939)
- Le ragazze dello scandalo (George White's Scandals) (1946)
- The Devil Thumbs a Ride (1947)
- Braccati dai G-Men (The Threat) (1949)
- Colpevole di tradimento (Guilty of Treason) (1950)
- L'uomo che ingannò se stesso (The Man Who Cheated Himself) (1950)
- Gli uomini perdonano (Tomorrow Is Another Day) (1951)
- The Basketball Fix (1951)
- Il tesoro dei Sequoia (The Big Trees) (1952)
- Perdono (This Woman Is Dangerous) (1952)
- Lo sparviero di Fort Niagara (Battles of Chief Pontiac) (1952)
- La meticcia di Sacramento (The Man Behind the Gun) (1953)
- Il cervello di Donovan (Donovan's Brain) (1953)
- La schiava del pirata (Pirates of Tripoli) (1955)

### Cortometraggi
- Strikes and Spares (1934)

### Televisione
- I racconti del West (1956-1957; 5 episodi)
- The Californians (1958-1959; 5 ep.)
- Avventure lungo il fiume (1959; 2 ep.)
- Avventure in paradiso (1960-1961; 17 ep.)
- Follow the Sun (1961-1962; 2 ep.)
- Viaggio in fondo al mare (1964-1965; 6 ep.)